# Lysiteles amoenus
Lysiteles amoenus là một loài nhện trong họ Thomisidae.
Loài này thuộc chi Lysiteles. Lysiteles amoenus được Hirotsugu Ono miêu tả năm 1980.